# Plancher-les-Mines
Plancher-les-Mines – miejscowość i gmina we Francji, w regionie Burgundia-Franche-Comté, w departamencie Górna Saona.
Według danych na rok 1990 gminę zamieszkiwało 1178 osób, a gęstość zaludnienia wynosiła 46 osób/km² (wśród 1786 gmin Franche-Comté Plancher-les-Mines plasuje się na 139. miejscu pod względem liczby ludności, natomiast pod względem powierzchni na miejscu 56.).